# Boronia galbraithiae
Boronia galbraithiae är en vinruteväxtart som beskrevs av D.E. Albrecht. Boronia galbraithiae ingår i släktet Boronia och familjen vinruteväxter. Inga underarter finns listade i Catalogue of Life.